# Solanum houstonii
Solanum houstonii är en potatisväxtart som beskrevs av Martyn. Solanum houstonii ingår i släktet skattor som ingår i familjen potatisväxter. Inga underarter finns listade i Catalogue of Life.